# Hummerita
La hummerita és un mineral de la classe dels òxids que pertany al grup de la pascoïta. Rep el nom de la mina Hummer, als Estats Units, la seva localitat tipus.

## Característiques
La hummerita és un òxid de fórmula química KMgV⁵⁺₅O₁₄(H₂O)₈. Cristal·litza en el sistema triclínic.
Segons la classificació de Nickel-Strunz, la hummerita pertany a «04.HC: [6]-Sorovanadats» juntament amb els següents minerals: pascoïta, lasalita, magnesiopascoïta i sherwoodita.

## Formació i jaciments
Va ser descoberta a la mina Hummer, situada a la vall de Paradox, dins el districte miner d'Uravan, pertanyent al comtat de Montrose (Colorado, Estats Units). També ha estat descrita en altres indrets dels Estats Units, així com a Amèrica del Sud i Europa.